# 第34届中国电视剧飞天奖
第34届中国电视剧飞天奖于2024年9月21日在中国厦门举办，由国家广播电视总局、福建省人民政府主办，中国电视艺术委员会、福建省广播电视局、厦门市人民政府承办，由中央广播电视总台主持人沙晨和北京广播电视台主持人李杰担任主持。李路（《《人世间》》）、王小枪（《县委大院》）、雷佳音（《人世间》）、赵丽颖（《风吹半夏》）分别获得优秀导演奖、优秀编剧奖、优秀男演员奖和优秀女演员奖，《三体》《去有风的地方》《狂飆》《繁花》《漫长的季节》等16部作品获优秀电视剧奖。

## 概况
该届颁奖礼首次将网络剧纳入评选范围，评选对象为2022年1月1日至2023年12月31日期间，在中央电视台或各地卫视频道播出的电视剧，以及在全国性重点视频网站首播的电视剧和网络剧。2024年9月11日公布包括《人世间》《狂飙》《繁花》《漫长的季节》《三体》《风吹半夏》《梦华录》等剧在内的48部入围电视剧名单，颁发16部优秀电视剧和优秀导演、优秀编剧、优秀男演员、优秀女演员4个单项奖。

## 提名及获奖名单

### 优秀电视剧奖
| 类别              | 入围作品                   | 结果 | 颁奖嘉宾       |
| ----------------- | -------------------------- | ---- | -------------- |
| 火热生活·人民史诗 | 《一路朝阳》               | 提名 | 黄志忠、辛芷蕾 |
| 火热生活·人民史诗 | 《人世间》                 | 獲獎 | 黄志忠、辛芷蕾 |
| 火热生活·人民史诗 | 《三大队》                 | 提名 | 黄志忠、辛芷蕾 |
| 火热生活·人民史诗 | 《天才基本法》             | 提名 | 黄志忠、辛芷蕾 |
| 火热生活·人民史诗 | 《不完美受害人》           | 提名 | 黄志忠、辛芷蕾 |
| 火热生活·人民史诗 | 《父辈的荣耀》             | 獲獎 | 黄志忠、辛芷蕾 |
| 火热生活·人民史诗 | 《风吹半夏》               | 獲獎 | 黄志忠、辛芷蕾 |
| 火热生活·人民史诗 | 《心居》                   | 提名 | 黄志忠、辛芷蕾 |
| 火热生活·人民史诗 | 《问心》                   | 提名 | 黄志忠、辛芷蕾 |
| 火热生活·人民史诗 | 《幸福到万家》             | 提名 | 黄志忠、辛芷蕾 |
| 火热生活·人民史诗 | 《底线》                   | 提名 | 黄志忠、辛芷蕾 |
| 火热生活·人民史诗 | 《故乡，别来无恙》         | 提名 | 黄志忠、辛芷蕾 |
| 火热生活·人民史诗 | 《追光的日子》             | 提名 | 黄志忠、辛芷蕾 |
| 火热生活·人民史诗 | 《雪莲花盛开的地方》       | 提名 | 黄志忠、辛芷蕾 |
| 火热生活·人民史诗 | 《装腔启示录》             | 提名 | 黄志忠、辛芷蕾 |
| 火热生活·人民史诗 | 《警察荣誉》               | 獲獎 | 黄志忠、辛芷蕾 |
| 文化根基·中国故事 | 《丁宝桢》                 | 提名 | 刘家成、马伊琍 |
| 文化根基·中国故事 | 《人生之路》               | 提名 | 刘家成、马伊琍 |
| 文化根基·中国故事 | 《三体》                   | 獲獎 | 刘家成、马伊琍 |
| 文化根基·中国故事 | 《天下长河》               | 獲獎 | 刘家成、马伊琍 |
| 文化根基·中国故事 | 《开端》                   | 提名 | 刘家成、马伊琍 |
| 文化根基·中国故事 | 《父亲的草原母亲的河》     | 提名 | 刘家成、马伊琍 |
| 文化根基·中国故事 | 《去有风的地方》           | 獲獎 | 刘家成、马伊琍 |
| 文化根基·中国故事 | 《我们的日子》             | 提名 | 刘家成、马伊琍 |
| 文化根基·中国故事 | 《库尔班大叔和他的子孙们》 | 提名 | 刘家成、马伊琍 |
| 文化根基·中国故事 | 《狂飙》                   | 獲獎 | 刘家成、马伊琍 |
| 文化根基·中国故事 | 《珠江人家》               | 提名 | 刘家成、马伊琍 |
| 文化根基·中国故事 | 《特工任务》               | 提名 | 刘家成、马伊琍 |
| 文化根基·中国故事 | 《特战荣耀》               | 提名 | 刘家成、马伊琍 |
| 文化根基·中国故事 | 《梦中的那片海》           | 提名 | 刘家成、马伊琍 |
| 文化根基·中国故事 | 《梦华录》                 | 提名 | 刘家成、马伊琍 |
| 文化根基·中国故事 | 《漫长的季节》             | 獲獎 | 刘家成、马伊琍 |
| 文化根基·中国故事 | 《繁花》                   | 獲獎 | 刘家成、马伊琍 |
| 复兴伟业·恢弘气象 | 《大山的女儿》             | 獲獎 | 仲呈祥、吴越   |
| 复兴伟业·恢弘气象 | 《大考》                   | 提名 | 仲呈祥、吴越   |
| 复兴伟业·恢弘气象 | 《大道薪火》               | 提名 | 仲呈祥、吴越   |
| 复兴伟业·恢弘气象 | 《山河锦绣》               | 提名 | 仲呈祥、吴越   |
| 复兴伟业·恢弘气象 | 《血战松毛岭》             | 提名 | 仲呈祥、吴越   |
| 复兴伟业·恢弘气象 | 《冰雪尖刀连》             | 提名 | 仲呈祥、吴越   |
| 复兴伟业·恢弘气象 | 《问苍茫》                 | 獲獎 | 仲呈祥、吴越   |
| 复兴伟业·恢弘气象 | 《欢迎来到麦乐村》         | 獲獎 | 仲呈祥、吴越   |
| 复兴伟业·恢弘气象 | 《县委大院》               | 獲獎 | 仲呈祥、吴越   |
| 复兴伟业·恢弘气象 | 《我们这十年》             | 獲獎 | 仲呈祥、吴越   |
| 复兴伟业·恢弘气象 | 《破晓东方》               | 提名 | 仲呈祥、吴越   |
| 复兴伟业·恢弘气象 | 《超越》                   | 獲獎 | 仲呈祥、吴越   |
| 复兴伟业·恢弘气象 | 《数风流人物》             | 提名 | 仲呈祥、吴越   |
| 复兴伟业·恢弘气象 | 《鲲鹏击浪》               | 提名 | 仲呈祥、吴越   |
| 复兴伟业·恢弘气象 | 《麓山之歌》               | 提名 | 仲呈祥、吴越   |

### 优秀导演奖
| 入围者 | 作品           | 结果 | 颁奖嘉宾   | 参考  |
| ------ | -------------- | ---- | ---------- | ----- |
| 李路   | 《人世间》     | 獲獎 | 靳东、宋佳 | [ 9 ] |
| 辛爽   | 《漫长的季节》 | 提名 | 靳东、宋佳 | [ 9 ] |
| 王伟   | 《问苍茫》     | 提名 | 靳东、宋佳 | [ 9 ] |
| 杨磊   | 《三体》       | 提名 | 靳东、宋佳 | [ 9 ] |
| 徐纪周 | 《狂飆》       | 提名 | 靳东、宋佳 | [ 9 ] |

### 优秀编剧奖
| 入围者               | 作品           | 结果 | 颁奖嘉宾     | 参考  |
| -------------------- | -------------- | ---- | ------------ | ----- |
| 王小枪               | 《县委大院》   | 獲獎 | 雷佳音、唐嫣 | [ 9 ] |
| 王海鸰、王大鸥       | 《人世间》     | 提名 | 雷佳音、唐嫣 | [ 9 ] |
| 秦雯                 | 《繁花》       | 提名 | 雷佳音、唐嫣 | [ 9 ] |
| 张挺                 | 《天下长河》   | 提名 | 雷佳音、唐嫣 | [ 9 ] |
| 于小千、潘依然、陈骥 | 《漫长的季节》 | 提名 | 雷佳音、唐嫣 | [ 9 ] |

### 优秀男演员奖
| 入围者 | 作品                 | 结果 | 颁奖嘉宾             | 参考  |
| ------ | -------------------- | ---- | -------------------- | ----- |
| 雷佳音 | 《人世间》           | 獲獎 | 萨日娜、殷桃、热依扎 | [ 9 ] |
| 胡歌   | 《县委大院》《繁花》 | 提名 | 萨日娜、殷桃、热依扎 | [ 9 ] |
| 张鲁一 | 《三体》             | 提名 | 萨日娜、殷桃、热依扎 | [ 9 ] |
| 靳东   | 《欢迎来到麦乐村》   | 提名 | 萨日娜、殷桃、热依扎 | [ 9 ] |
| 黄志忠 | 《天下长河》         | 提名 | 萨日娜、殷桃、热依扎 | [ 9 ] |

### 优秀女演员奖
| 入围者 | 作品                   | 结果 | 颁奖嘉宾       | 参考  |
| ------ | ---------------------- | ---- | -------------- | ----- |
| 赵丽颖 | 《风吹半夏》           | 獲獎 | 张若昀、张晚意 | [ 9 ] |
| 唐嫣   | 《繁花》               | 提名 | 张若昀、张晚意 | [ 9 ] |
| 杨蓉   | 《大山的女儿》         | 提名 | 张若昀、张晚意 | [ 9 ] |
| 刘琳   | 《父辈的荣耀》         | 提名 | 张若昀、张晚意 | [ 9 ] |
| 李庚希 | 《超越》《漫长的季节》 | 提名 | 张若昀、张晚意 | [ 9 ] |

## 爭議
憑藉《人世間》獲得第31屆中國電視金鷹獎最佳女主角和入圍第28屆上海電視節白玉蘭獎最佳女主角的殷桃，未獲這屆飛天獎提名。 儘管該劇在是次飛天獎中獲得多項大獎，卻未能助殷桃獲得提名。 演員劉雨鑫於2021年9月21日公開質疑評獎結果，稱“獎項鼓勵年輕人無可厚非，但殷桃未獲提名實在令人費解。難道《人世間》的表演不足以服眾？此舉頗有『此地無銀』之嫌。”殷桃以擁抱表情回覆該條微博，並點贊。劉雨鑫隨後再度回應：「既震驚，又無語。」 留言區亦湧入大量網友，紛紛表達對殷桃未獲提名的震驚和不滿。 相關話題迅速登上微博熱搜榜首。 同時，「劉琳好可惜」話題亦衝上熱搜。網友指出，這位塑造多個經典角色、演技備受肯定的實力派演員，儘管獲提名，但在各大獎項中屢「陪跑」。